# サンテウフェーミア・ダスプロモンテ
サンテウフェーミア・ダスプロモンテ（イタリア語: Sant'Eufemia d'Aspromonte）は、イタリア共和国カラブリア州レッジョ・カラブリア県にある、人口約4,000人の基礎自治体（コムーネ）。

## 地理

### 位置・広がり

#### 隣接コムーネ
隣接するコムーネは以下の通り。
- バニャーラ・カーラブラ
- メリクッカ
- サン・プロコーピオ
- シッラ
- シノーポリ

## 行政

### 分離集落
サンテウフェーミア・ダスプロモンテには、以下の分離集落（フラツィオーネ）がある。
- Badia, C. da San Luca, Covala, San Bartolomeo, Sant'Oreste